# Justin Patton
Justin Patton (* 14. Juni 1997 in Omaha, Nebraska) ist ein US-amerikanischer Basketballspieler.

## Laufbahn
2015 schloss Patton seine Schulzeit ab. Während seiner Senior-Saison an der Omaha North High School in Omaha brachte er es auf Mittelwerte von 14,1 Punkten, 9,9 Rebounds sowie 3,6 geblockten gegnerischen Würfen. Er entschloss sich, ein Stipendiumsangebot der Creighton University anzunehmen, nahm im Spieljahr 2015/16 am Trainingsbetrieb der Basketballmannschaft der Hochschule teil, kam aber als Freshman in keinem Pflichtspiel zum Einsatz. Sein einziger Einsatz im Creighton-Hemd war in einem Freundschaftsspiel gegen die Upper Iowa University, in dem er sieben Punkte erzielte und zwei Rebounds einsammelte.
Sein Pflichtspieldebüt für Creighton gab er am 11. November 2016 im Aufeinandertreffen mit der Mannschaft der University of Missouri–Kansas City. Patton verbuchte in dieser Partie zwölf Zähler sowie acht Rebounds. Im Verlauf der Saison 2016/17 stand er letztlich in 35 Partien auf dem Feld und gehörte dabei 34 Mal zur Anfangsformation der Mannschaft. Er beendete sein Sophomore-Jahr mit Mittelwerten von 12,9 Punkten, 6,2 Rebounds je Begegnung sowie einem Gesamtwert von 50 geblockten Würfen. Für Aufsehen sorgte Pattons hohe Trefferquote bei Feldwürfen, die bei 67,6 Prozent lag, was in der gesamten NCAA den zweitbesten Wert bedeutete.
Anfang April 2017 erklärte Patton seine Universitätslaufbahn für beendet. Beim NBA-Draftverfahren 2017 sicherten sich die Chicago Bulls die Rechte an Patton, traten diese aber an die Minnesota Timberwolves ab. Im Gegenzug wechselten Zach LaVine und Kris Dunn von Minnesota nach Chicago, die Bulls erhielten zusätzlich die Rechte an der finnischen Nachwuchshoffnung Lauri Markkanen. Ebenfalls Gegenstand dieses Tauschgeschäfts war der Wechsel von Jimmy Butler nach Minnesota. Am 4. Juli 2017 nahmen die Timberwolves Patton unter Vertrag. Am selben Tag gab die Mannschaft bekannt, dass beim Neuprofi aufgrund eines gebrochenen Knochen im linken Fuß ein operativer Eingriff vorgenommen wurde. Diese Verletzung hatte er sich in einer Übungseinheit zugezogen. In der Saison 2017/18 bestritt er nur einen NBA-Einsatz und lief in 38 Spielen für Minnesotas Ausbildungsmannschaft Iowa Wolves in der NBA G-League auf. Im April 2018 musste Patton wieder am linken Fuß operiert werden. Im September 2018 zog er sich in einer Übungseinheit eine Verletzung am rechten Fuß zu und musste sich einer Operation unterziehen.
Im November 2018 wurde Patton im Rahmen einer Tauschvereinbarung gemeinsam mit Jimmy Butler zu den Philadelphia 76ers abgegeben. Im August 2019 verpflichteten ihn die Oklahoma City Thunder, im Januar 2020 landete Patton, der bis dahin in fünf Partien für Oklahoma City auf dem Feld gestanden hatte, im Rahmen eines Spielertausches bei den Dallas Mavericks, wurde aber umgehend wieder entlassen, um im Kader Platz für den gleichzeitig geholten Willie Cauley-Stein zu haben. Im Februar 2020 schloss er sich der  Wisconsin Herd aus der NBA G-League an und bestritt für die Mannschaft 30 Spiele (12,1 Punkte, 7,8 Rebounds, 3,1 Vorlagen/Partie). Ende Juni 2020 wurde Patton von den Detroit Pistons unter Vertrag genommen. Er absolvierte aber kein Spiel in der Saison 2019/20 für die Pistons. Er wurde im November 2020 zu den Los Angeles Clippers getauscht, jedoch wenige Tage später, noch vor dem Saisonbeginn, entlassen.
Die Houston Rockets verpflichteten ihn im Februar 2021. Nach 13 Spielen für die Texaner, in denen er seine bis dahin höchste Einsatzzeit in der NBA erhielt und 5,4 Punkte sowie 3,8 Rebounds pro Begegnung erzielte, kam es Anfang April 2021 zur Trennung.
Patton wechselte nach Israel, kam im Spieljahr 2021/22 für Hapoel Eilat in 26 Ligaeinsätzen auf einen Mittelwert von 11,4 Punkten. Sein Aufenthalt beim französischen Erstligisten Cholet Basket wurde von einer Knieverletzung überschattet, die er sich im April 2023 zuzog. Bis dahin hatte der Innenspieler in der französischen Liga im Durchschnitt 10,8 Punkte für Cholet erzielt. Wegen der Verletzung verpasste Patton das Finalrückspiel im FIBA Europe Cup, Cholet verpasste den Titelgewinn.
Er wechselte im Herbst 2023 in die Volksrepublik China zu den Shanxi Loongs. Er bestritt vier Spiele für die Mannschaft. Auch sein Engagement bei den Taipei Fubon Braves auf Taiwan war von kurzer Dauer, Patton kam auf sieben Ligaeinsätze. Mitte März 2024 kam es zur Trennung. Die Mannschaft Indios de San Francisco aus der Dominikanischen Republik nahm ihn Mitte Juni 2024 für die Sommerspielzeit unter Vertrag.